# Louriceira
Louriceira é uma povoação portuguesa do Município de Alcanena que foi sede da extinta Freguesia de Louriceira, freguesia que tinha 12,8 km² de território e 583 habitantes (2011), e, por isso, uma densidade populacional de 45,6 hab/km².
A Freguesia de Louriceira foi extinta (agregada), em 2013, no âmbito de uma reforma administrativa nacional, tendo sido agregada às freguesias de Malhou e Espinheiro, para formar uma nova freguesia denominada União das Freguesias de Malhou, Louriceira e Espinheiro com sede em Rua do Adro, Louriceira.

## População
| População da freguesia de Louriceira | População da freguesia de Louriceira | População da freguesia de Louriceira | População da freguesia de Louriceira | População da freguesia de Louriceira | População da freguesia de Louriceira | População da freguesia de Louriceira | População da freguesia de Louriceira | População da freguesia de Louriceira | População da freguesia de Louriceira | População da freguesia de Louriceira | População da freguesia de Louriceira | População da freguesia de Louriceira | População da freguesia de Louriceira | População da freguesia de Louriceira |
| ------------------------------------ | ------------------------------------ | ------------------------------------ | ------------------------------------ | ------------------------------------ | ------------------------------------ | ------------------------------------ | ------------------------------------ | ------------------------------------ | ------------------------------------ | ------------------------------------ | ------------------------------------ | ------------------------------------ | ------------------------------------ | ------------------------------------ |
| 1864                                 | 1878                                 | 1890                                 | 1900                                 | 1911                                 | 1920                                 | 1930                                 | 1940                                 | 1950                                 | 1960                                 | 1970                                 | 1981                                 | 1991                                 | 2001                                 | 2011                                 |
| 345                                  | 382                                  | 501                                  | 438                                  | 582                                  | 609                                  | 646                                  | 745                                  | 756                                  | 695                                  | 554                                  | 528                                  | 627                                  | 611                                  | 583                                  |

Nos censos de 1864 a 1911 pertencia ao concelho de Santarém. Passou a fazer parte do actual concelho pela lei nº 156, de 8 de maio de 1914
| Distribuição da População por Grupos Etários | Distribuição da População por Grupos Etários | Distribuição da População por Grupos Etários | Distribuição da População por Grupos Etários | Distribuição da População por Grupos Etários | Distribuição da População por Grupos Etários | Distribuição da População por Grupos Etários | Distribuição da População por Grupos Etários | Distribuição da População por Grupos Etários | Distribuição da População por Grupos Etários |
| -------------------------------------------- | -------------------------------------------- | -------------------------------------------- | -------------------------------------------- | -------------------------------------------- | -------------------------------------------- | -------------------------------------------- | -------------------------------------------- | -------------------------------------------- | -------------------------------------------- |
| Ano                                          | 0-14 Anos                                    | 15-24 Anos                                   | 25-64 Anos                                   | > 65 Anos                                    |                                              | 0-14 Anos                                    | 15-24 Anos                                   | 25-64 Anos                                   | > 65 Anos                                    |
| 2001                                         | 92                                           | 74                                           | 296                                          | 149                                          |                                              | 15,1%                                        | 12,1%                                        | 48,4%                                        | 24,4%                                        |
| 2011                                         | 64                                           | 67                                           | 295                                          | 157                                          |                                              | 11,0%                                        | 11,5%                                        | 50,6%                                        | 26,9%                                        |

Média do País no censo de 2001:  0/14 Anos-16,0%; 15/24 Anos-14,3%; 25/64 Anos-53,4%; 65 e mais Anos-16,4%
Média do País no censo de 2011:   0/14 Anos-14,9%; 15/24 Anos-10,9%; 25/64 Anos-55,2%; 65 e mais Anos-19,0%

## História
A data de fundação desta freguesia perde-se na bruma dos tempos, mas a sua igreja matriz terá sido edificada no século XII (1151), o que prova ser terra antiga. Do seu passado, infelizmente, pouco se sabe, atribuindo-se frequentemente à fuga dos jesuítas que terão levado consigo o espólio da freguesia. Este saque da documentação terá sido completado em 1811 aquando da presença das tropas francesas na localidade. Esta ausência de documentos históricos é suprida, em parte, pelas lendas que se contam na Louriceira sobre os factos do seu passado. Assim, conta-se que Luís de Camões aqui terá nascido, na Quinta do Alviela, ou de que aqui houve uma feira anual que se realizava no dia 8 de Dezembro, dia da padroeira da freguesia, Nossa Senhora da Conceição, que, curiosamente, se realiza em Pernes. A Pernes pertenceu a Louriceira até à sua extinção por decreto de 24 de outubro de 1855, passando então para o concelho de Santarém até à criação, em 8 de maio de 1914, do concelho de Alcanena.
Louriceira tem uma curiosa implantação geográfica. Estende-se na direcção oeste/sudoeste, acompanhando grosseiramente o trajecto do Rio Alviela, desde os limites de Malhou e Vaqueiros até ao maciço de Porto de Mós, onde se localiza o lugar de Carvalheiro com os seus cem habitantes. Situam-se nesta localidade os famosos Olhos de Água, onde nasce o Rio Alviela. Durante mais de cem anos aí foi captada a água para o abastecimento de grande parte da cidade de Lisboa, sendo transportada através de uma conduta que começou a ser construída em Dezembro de 1871 e se concluiu em 1880. Durante a década em que ocorreram os trabalhos, a Louriceira conheceu um grande desenvolvimento comercial devido à presença de grande quantidade de trabalhadores, necessários à realização de tão grandiosa obra. Os vários aquedutos existentes na povoação, verdadeiras obras de arte e que constituem um interessante património arquitectónico e de arqueologia industrial, de que se salienta a Arcada do Vale, são o ex-líbris da Louriceira.
Louriceira é uma aldeia muito antiga, cujas origens remontam à Idade do Bronze, ou talvez ao período anterior. A sua Igreja Matriz, simples mas de inigualável beleza, classificada como Imóvel de Interesse Público, terá sido edificada no século XII, o que prova ser terra antiga. Esta Igreja, de invocação da Nossa Senhora da Conceição, de tipo Manuelino e com um notável revestimento cerâmico, é o edifício com maior interesse histórico.
Trata-se de uma aldeia de tradição agrícola, produzindo principalmente azeite.
A vida associativa da Louriceira teve o seu início na década de 40, movimento que até agora se tem mantido activo, fomentando o convívio e o desporto. Das associações que já trabalharam pela localidade destacam-se “ Os Belenenses”, a Sociedade Recreativa Louriceirense Futebol Clube e o Centro Instrutivo Louriceirense, que não existiram nunca em simultâneo. Em 2005, o Movimento de Apostolado de Adolescentes e Crianças (MAAC), um movimento de Ação Católica, essencialmente apostólico, iniciou a sua atividade na Louriceira.

## Heráldica
A heráldica da antiga freguesia foi publicada no Diário da República III Série de 2 de novembro de 1999.
Armas - Escudo de prata, três fontes heráldicas separadas por dois ramos de loureiro, de verde, frutados de sua cor, com os pés passados em aspa e atados com um torçal de vermelho. Coroa mural de prata de três torres. Listel branco com a legenda a negro, em maiúsculas: “ LOURICEIRA - ALCANENA “.
Bandeira - De verde, cordões e borlas de prata e verde. Haste e lança de ouro

## Etimologia
O Topónimo da aldeia parece assentar raízes no nome latino da planta do loureiro – latium – lauritu.

## Cultura
Na área cultural, existe uma pequena biblioteca na sede da Junta de Freguesia, e também neste espaço anualmente decorrem cursos de bordados, arraiolos, artes decorativas, estanho, pintura sobre vidro, cursos de: culinária, informática entre outros.

## Infra-estruturas
Louriceira no que respeita à satisfação das necessidades de infra-estruturas básicas, tem uma cobertura de 100% no que respeita ao abastecimento domiciliário de água, 90% na cobertura do saneamento, sendo as águas residuais despejadas no rio Alviela depois de tratadas na ETAR de Alcanena. De igual modo, a recolha de lixo serve a Louriceira, em dois dias por semana, dispondo mesmo das valências de recolha selectiva de resíduos recicláveis, como vidro, papel, plástico e pilhas.

## Localização
O Concelho (atual Município) de Alcanena criado a 8 de maio de 1914, inclui-se no extremo norte do Ribatejo, situado a noroeste do distrito de Santarém, numa zona de transição entre o Maciço Calcário Estremenho e a Bacia Terciária do Tejo.
Delimitando as suas fronteiras com os Municípios de Torres Novas, a este, Santarém, a sul e sudoeste, Porto de Mós, a noroeste, e Ourém, a nordeste.
Podemos dizer que Alcanena se encontra situada no centro do país, onde todas as direcções estão ao seu alcance. É um concelho acidentado com múltiplas elevações e numerosos vales, com aproximadamente 12.700 hectares, onde predominam os olivais; alguns eucaliptais e pinhais, culturas arvenses e matos revestem-se, de alguma importância. A maior parte da zona norte da autarquia foi integrada, em 4 de Maio de 1979, no Parque Natural das Serras de Aire e Candeeiros. Alcanena integra a sub-região do Médio Tejo e em termos turísticos, a região de turismo do Ribatejo. Nesta área encontra-se uma das mais importantes grutas de criação de morcegos em Portugal, albergando grande diversidade de espécies e grande número de afectivos. Existem todas as razões possíveis para se deslocarem a este concelho e explorarem o excelente conjunto de valores naturais e culturais que Alcanena tem para oferecer. De coração ribatejano, não negamos a origem árabe que denominou Alcanina, a Vila de Alcanena, sendo apontados como seus fundadores: o nome o indica – Alcanena – cabeça seca, ou segundo outros, lugares sombrios. No entanto, perante uma secura extrema, devido à ausência de cursos de água superficiais, é possível seguir rios subterrâneos que correm por entre as camadas de rocha e que aqui e ali emergem à superfície - Os Olhos de Água.

## Acessibilidades
No nó da A1 Lisboa/ Porto, tomamos a direcção de Alcanena, que se situa entre as Grutas de Santo António e Mira de Aire, a caminho de Fátima.
A paisagem típica é dominada pelos olivais e pelos figueirais. O município é percorrido por uma rede viária com 340 km. No entanto, a AE 1 e a A23 constituem, indubitavelmente os dois eixos rodoviários mais importantes.
Alcanena é ainda servida pela EN361, bem como outras estradas nacionais e municipais bem direccionadas que permitem uma boa acessibilidade, quer a outros pólos urbanos limítrofes, quer a todas as freguesias. O acesso para o Concelho e entre as freguesias é fácil, graças à razoável rede de transportes públicos existente.